# Ulica Armii Krajowej w Katowicach
Ulica Armii Krajowej w Katowicach − jedna z ważniejszych arterii komunikacyjnych w katowickich dzielnicach: Piotrowice-Ochojec, Kostuchna i Podlesie. Ulica posiada przebieg o kierunku zbliżonym do południkowego. Znajdują się przy niej historyczne obiekty, świadczące o ważnej funkcji, jaką było połączenie drogowe dawnych wsi − dzisiejszych dzielnic miasta.

## Przebieg
Ulica Armii Krajowej rozpoczyna swój bieg w Ligocie na moście nad rzeką Ślepiotką, będąc przedłużeniem ulicy Piotrowickiej. Krzyżuje się między innymi z ul. Tadeusza Kościuszki (DK 81), ul. Aleksandra Fredry, ul. Zygmunta Waltera Jankego, ul. Bażantów (rondo gen. St. Rostworowskiego), ul. Szarych Szeregów. Kończy swój bieg w Podlesiu przy skrzyżowaniu z ul. Saską, ul. Uniczowską i ul. Zaopusta.

## Historia

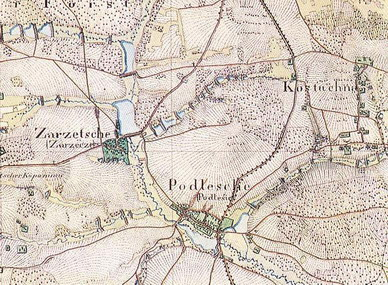
Mapa z 1827 − widoczna droga z Kostuchny do Podlesia − dzisiejsza ul. Armii Krajowej

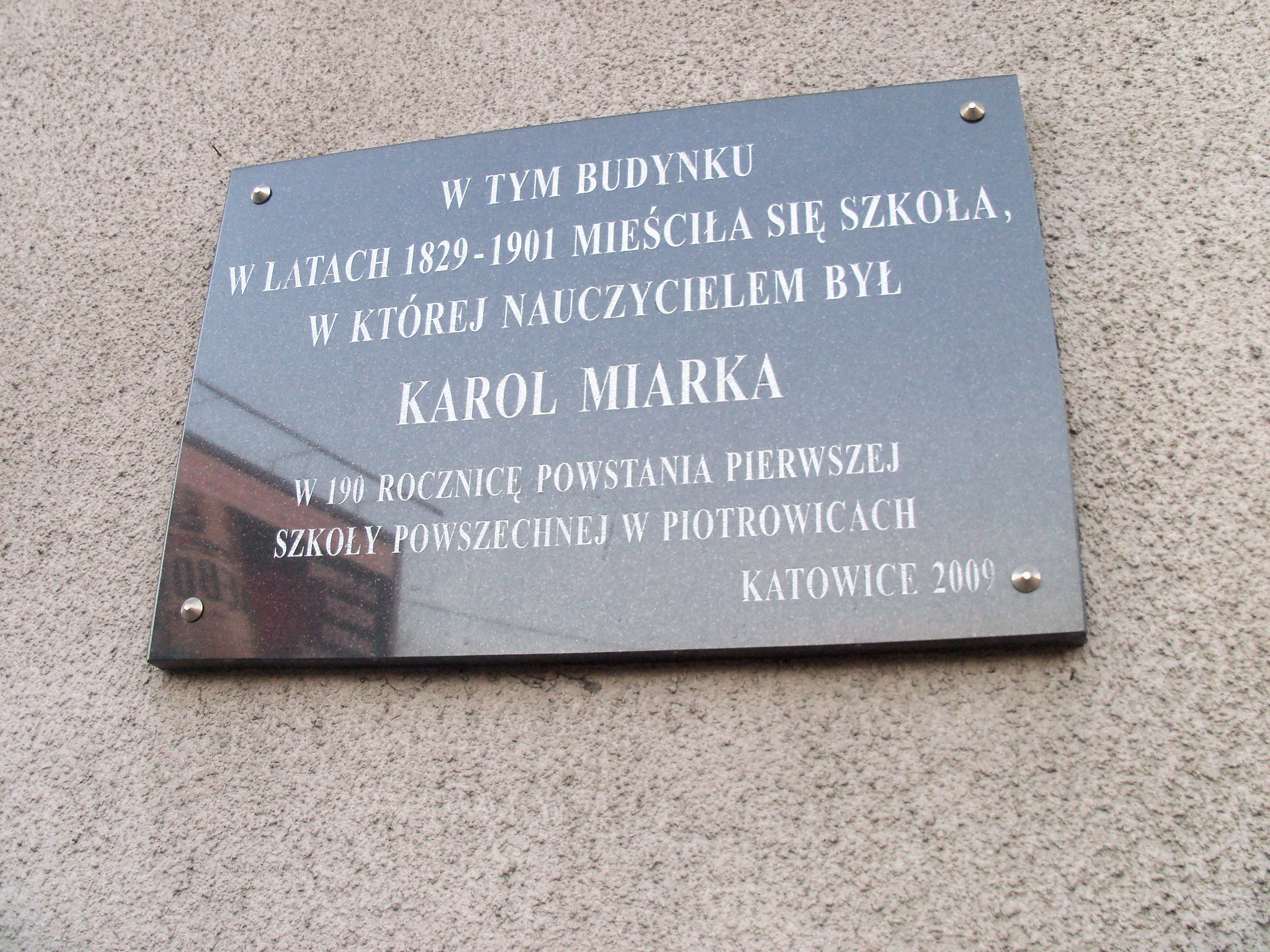
Tablica na budynku dawnej szkoły powszechnej przy ul. Armii Krajowej 104

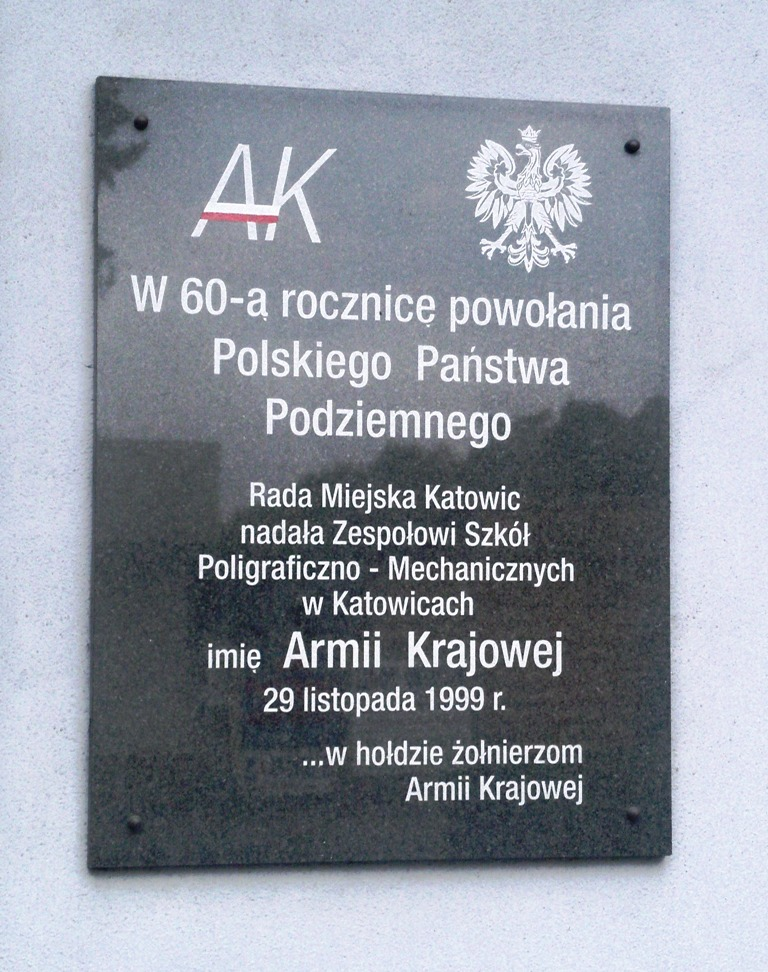
Tablica pamiątkowa na budynku Zespołu Szkół Poligraficzno-Mechanicznych przy ul. Armii Krajowej

Droga z Kostuchny do Podlesia istniała już w XVIII wieku jako główny szlak komunikacyjny między tymi osadami. W dalszym biegu prowadziła do Zarzecza (dzisiejsza ulica Uniczowska). Szlak ten uwzględnił Christian Friedrich von Wrede na swojej mapie z 1749.
W latach 1918−1939 w budynku na rogu ul. Armii Krajowej i ul. Kasztanowej swoją siedzibę miał areszt (przy remizie strażackiej). Remiza strażacka istniała w tym miejscu od XIX wieku, znajdowały się w niej konny wóz i strażacki sprzęt gaśniczy. W 1928 na rogu ul. Z. W. Jankego i ul. Armii Krajowej rozpoczęła funkcjonowanie pierwsza w Piotrowicach stacja benzynowa. W 1932 na rogu ul. A. Fredry i ul. Armii Krajowej Teodor Tomecki wzniósł budynek, którego parter przeznaczył na siedzibę Urzędu Pocztowego. Działa on w tym miejscu do dziś. W 1938 przy ulicy założono cmentarz parafii Najświętszego Serca Pana Jezusa i św. Jana Bosko. Podczas II wojny światowej pod numerem 45 swoją siedzibę miała NSDAP. Do 1949 przy ul. Armii Krajowej za cmentarzem w stronę Kostuchny wzniesiono czterdzieści dziewięć domków jednorodzinnych (tzw. "domki fińskie", od 1952 nazywano je Osiedlem Kostuchna). W 1954 doprowadzono do nich linię wodociągową. W latach siedemdziesiątych XX wieku przy ul. Armii Krajowej 61 zlokalizowano stację nadawczą, tzw. "radiowęzeł". W 1967 na skrzyżowaniu ul. Armii Krajowej i ul. Tadeusza Kościuszki uruchomiono sygnalizację świetlną. W latach sześćdziesiątych XX wieku pomiędzy ul. Armii Krajowej i ul. Wczasową wzniesiono osiedle mieszkaniowe o nazwie Osiedle  Młodych.
Przed II wojną światową ulica nosiła nazwę Dworcowa, w latach 1939-1945 − Herman Göring Strasse, do 1990 ul. Dąbrowszczaków. Od 1999 do 2001 trwała budowa bezkolizyjnego wiaduktu pod torami kolejowymi. Do użytku oddano go 21 listopada 2001. W 2009 na fasadzie budynku dawnej szkoły powszechnej przy ul. Armii Krajowej 104 umieszczono pamiątkową tablicę. Szkoła istniała w tym budynku w latach 1829−1901; nauczał w niej Karol Miarka.
W trzecim kwartale 2010 rozpoczęła się budowa kompleksu mieszkalno-usługowego "Mała Skandynawia". Planowane jest wzniesienie wielorodzinnych domów szeregowych i bliźniaczych.

## Infrastruktura
Ulica Armii Krajowej jest drogą publiczną klasy ulicy zbiorczej. Pod ulicą zlokalizowany jest wodociąg ∅ 125 mm oraz gazociąg niskiego ciśnienia ∅ 200 mm. Wśród form zabudowy mieszkaniowej dzielnicy Piotrowice można wyszczególnić m.in. zabudowę wielorodzinną, głównie z lat międzywojennych, o wysokości do 3−4 kondygnacji wzdłuż głównych, starych ciągów komunikacyjnych ul. gen. Z. W. Jankego i Armii Krajowej. W 2007 przebudowano skrzyżowanie ulic Armii Krajowej, Bażantów i Z. Hierowskiego. Wykonano rondo (rondo gen. S. Rostworowskiego) i wjazdy na Osiedle Bażantowo.

## Obiekty zabytkowe
Przy ulicy Armii Krajowej znajdują się następujące obiekty, objęte ochroną konserwatorską:
- wolnostojące kamienice mieszkalne (ul. Armii Krajowej 39, 42), wzniesione w latach trzydziestych XX wieku[15];
- dworzec kolejowy stacji Katowice Piotrowice (ul. Armii Krajowej 40a)[16];
- zespół fabryki maszyn Famur z funkcjonalistycznym budynkiem biurowym (ul. Armii Krajowej 41−51)[16];
- dwie kamienice mieszkalne (ul. Armii Krajowej 46, 48)[15];
- obiekt dawnej szkoły katolickiej z początku XX wieku (ul. Armii Krajowej 84)[15];
- dom mieszkalny i salon meblowy (ul. Armii Krajowej 89, na rogu z ul. Świerkową); wzniesione w pierwszej ćwierci XX wieku jako gospoda i sala taneczna[15];
- dom mieszkalny z zapleczem gospodarczym i ogrodem (ul. Armii Krajowej 93); wybudowany na przełomie lat dwudziestych i trzydziestych XX wieku[15];
- dom mieszkalny z zapleczem gospodarczym i ogrodem (ul. Armii Krajowej 94); wybudowany w latach dwudziestych XX wieku[15];
- dom mieszkalny z zapleczem gospodarczym i ogrodem (ul. Armii Krajowej 95, na rogu z ul. Wojska Polskiego); wzniesiony w pierwszej ćwierci XX wieku[15];
- dom mieszkalny z zapleczem gospodarczym i ogrodem (ul. gen. Z. Waltera-Jankego 181, na rogu z ul. Armii Krajowej); wzniesiony w pierwszej ćwierci XX wieku na działce narożnej; na parterze istnieją sklepy;
- dom mieszkalny z zapleczem gospodarczym (ul. Wojska Polskiego 21, na rogu z ul. Armii Krajowej); wzniesiony na początku XX wieku na działce narożnej z parterową przybudówką od strony ul. Armii Krajowej;
- dom − szyb wentylacyjny (ul. Armii Krajowej 309); wzniesiony przed 1939[15];
- dom mieszkalny z zapleczem gospodarczym (ul. Armii Krajowej 356); wzniesiony po 1901[15];
- domy mieszkalne (ul. Armii Krajowej 390, 392, 394); wzniesione przed 1939;
- hala fabryczna (ul. Armii Krajowej 496)[16]; wzniesiona na początku XX wieku.

## Krzyże przydrożne
Przy ulicy Armii Krajowej znajdują się zabytkowe przydrożne krzyże:
- krzyż na placu przy ul. Armii Krajowej 79; wykonany w 1909, znajduje się naprzeciw budynku szkoły poligraficznej; upamiętnia on parobka, który utopił się w studni, znajdującej się w miejscu obecnego krzyża; napis na krzyżu: "Gelobt sei Jesus Christus!" (Niech będzie pochwalony Jezus Chrystus); fundatorami byli Franciszek i Agata Gwóźdź. Na cokole umieszczono figurę Matki Boskiej; w 2001 przeprowadzono prace konserwatorskie[17];
- krzyż przy ul. Armii Krajowej 95[15] (skrzyżowanie z ul. Wojska Polskiego); wzniesiony w XIX wieku, przeniesiony w późniejszym okresie z miejsca obok szkoły podczas budowy drogi do Kostuchny; pod krzyżem odprawiano msze święte, gdy kościół parafialny nie był jeszcze wybudowany; w latach osiemdziesiątych XX wieku konstrukcję drewnianą zastąpiono metalową[17]; krzyż został objęty ochroną konserwatorską[14];
- krzyż na rogu ul. Armii Krajowej i ul. Szarych Szeregów; wybudowany w XIX wieku; w czasie II wojny światowej hitlerowcy zniszczyli znajdujący się obok krzyża postument po byłym pomniku powstańców śląskich; w 1946 krzyż odnowiono, a w 1999 zastąpiono go nowym (po drugiej stronie ul. Szarych Szeregów)[17];
- krzyż na rogu ul. Armii Krajowej i ul. Migdałowców; wzniesiony w 1919 z fundacji Jana i Julii Skrzydłów[18].

## Instytucje
Przy ul. Armii Krajowej swoją siedzibę mają: firmy i przedsiębiorstwa handlowo-usługowe, restauracje, agencje reklamowe, wspólnoty mieszkaniowe, zakłady opieki zdrowotnej, biura podróży, Zespół Szkół Poligraficzno-Mechanicznych im. Armii Krajowej w Katowicach-Piotrowicach (Szkoła Policealna nr 2, Technikum nr 18, Zasadnicza Szkoła Zawodowa nr 15), kancelarie radców prawnych.

## Komunikacja
Ulicą kursują linie autobusowe ZTM w kierunkach miast Mikołów (numery: 37, 653, 905N) i Tychy (nr 36 i 688) oraz dzielnic Katowic − numery: 9, 10, 138, 238, 292, 689, 695, 937.